# Didymoglossum myrioneuron
Espèce
Didymoglossum myrioneuron est une espèce de fougères d'Amérique tropicale appartenant à la famille des Hyménophyllacées. 
Synonyme : Trichomanes myrioneuron Lindm.

## Description
Didymoglossum myrioneuron est classé dans le sous-genre Didymoglossum.
Cette espèce a les caractéristiques suivantes :
- un long rhizome traçant, densément couvert de poils bruns à noirâtres et sans racines
- un limbe entier ou irrégulièrement incisé ou lobé de très petites dimensions - moins de 1 cm, généralement 0,5 cm -
- les frondes stériles restent entières non lobées, oblongues
- les frondes fertiles deviennent irrégulières, lobées à presque segmentées une fois et portent un unique sore ; jeunes, elles peuvent être presque circulaires
- la nervuration est particulièrement dense, caractéristique que Lindman a utilisée pour nommer l'espèce
- des fausses nervures parallèles aux vraies nervures mais sans de fausses nervures submarginales (caractéristique du sous-genre)
- une nervuration catadrome.
- une indusie tubulaire, aux lèvres dont les cellules sont distinctes des tissus du limbe, et dont la bordure est souvent foncée à noire.

## Distribution
Cette espèce, presque strictement épiphyte, est présente en Amérique tropicale, en particulier au Costa Rica, en Amazonie et en Guyane.